# Новий шовковий шлях

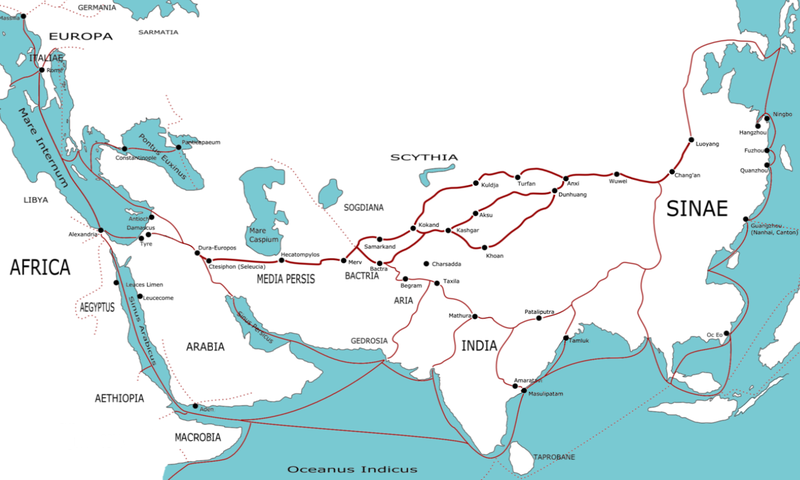
Шовковий шлях в першому столітті до нашої ери

Новий «шовковий шлях» (Євразійський сухопутний міст) — транспортний маршрут для переміщення залізничних вантажів і пасажирів суходолом від промислових центрів Китаю до Європи.
13 грудня 2015 перший потяг за маршрутом Нового шовкового шляху прибув з Китаю до Грузії.
Перший демонстраційний поїзд, що був відправлений 15 січня із Чорноморська по маршруту нового Шовкового шляху, 31 січня 2016 року прибув у пункт призначення на станцію Достик Казахської дороги, що на кордоні з Китайською Народною Республікою.

## Передумови проєкту

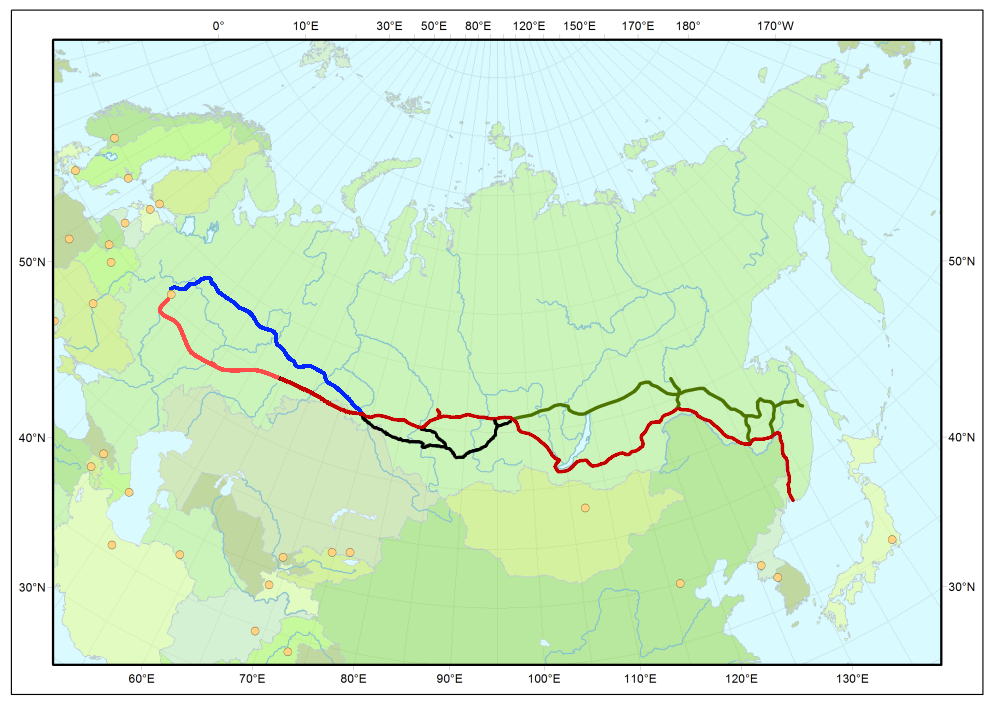
Транссибірська (червоний) та Байкало-Амурська (зелений) магістралі

Термін «шовковий шлях» був введений в обіг німецький географом Ріхтгофеном (Ferdinand Freiherr von Richthofen), в його праці «Китай. Результати власних мандрівок» (China. Ergebnisse eigener Reisen), яка з'явилася за результатами семирічних мандрівок Китаєм, Японією, Сіамом, Філіппінами. Всього у період 1877—1911 рр. було видано п'ять томів. В першому томі мандрівник назвав цей торговельний шлях «Шовковим шляхом», вважаючи його найбільшим феноменом в історії людської цивілізації, і передбачив, що він знову відродиться після пробудження «китайського дракону».
На початку 21 століття Китай щорічно експортує до Європи товарів на $600-$800 млрд (з яких понад 90 % припадають на країни Західної Європи). Ці товари доправляються до Європи здебільшого морем, при цьому термін перевезення становить 36-40 днів. Значний термін перевезення призводить до значних транспортних та фінансових витрат, які роблять китайську продукцію на європейському ринку менш конкурентоспроможною. Перевезення суходолом — залізницею або автомобільним транспортом через Середню Азію, Росію та Білорусь — могло б здійснюватись за 16 днів, але для цього необхідно узгодити митні правила оформлення вантажів. Станом на листопад 2007 року, близько 1 % від $ 600 млрд товарів, доставлених з Азії до Європи, доставлялися наземним транспортом.

## Концепції проєкту
Одна з ідей проєкту передбачала створення транспортного коридору з Китаю до Європи через територію Росії на основі наявних шляхів сполучення, включаючи Транссибірську магістраль. Окрім власне транспортного, Росія вбачала в цьому проєкті значне геополітичне значення, в тому числі — в контексті власного глобального протистояння з країнами Заходу, в якому цей проєкт мав перетворити Китай на союзника Росії. Сподівання щодо можливості втілення цих геополітичних намірів існували в Росії до листопада 2015. Ідея участі Росії в проєкті розглядалась Китаєм ще в квітні 2015, але надалі цей варіант був відкинутий через агресивну політику Росії в Європі.
Також існували ідеї створення транспортного коридору з КНР до Європи оминаючи Росію, так, ще 1998 було укладено угоду про розвиток коридору Європа — Кавказ — Азія, який мав об'єднати 13 країн.

## Втілення проєкту
В кінці листопада 2015 року на тлі російської збройної агресії проти України, військової інтервенції Росії в Сирію та загострення відносин між Росією та Туреччиною транспортні компанії Китаю, Казахстану, Грузії, Азербайджану і Туреччини підписали в Стамбулі Угоду про створення консорціуму для перевезення вантажів з Китаю до Європи в обхід російської території — Транскаспійський транспортний маршрут. 14 січня до проєкту долучилась Україна.

## Новий шовковий шлях та Україна
В червні 2015 посол КНР Чжан Сіюнь на зустрічі з міністром інфраструктури України Андрієм Пивоварським заявив, що китайські банки готові вкладати в об'єкти інфраструктури в Україні в рамках ініціативи «Новий шовковий шлях».
Перший демонстраційний потяг нового Шовкового шляху, що мав у складі 10 вагонів та 20 сорокафутових контейнерів, вирушив із Іллічівського морського торговельного порту 15 січня 2016. В ніч на 31 січня перший демонстраційний поїзд по маршруту нового Шовкового шляху прибув у пункт призначення на станцію Достик Казахської дороги, що на кордоні з Китайською Народною Республікою. Загалом тривалість маршруту склала 15,5 діб замість 11-12 анонсованих раніше.
Потяг прослідував Чорним морем та основними станціями: порт Батумі, Алят, Актау-Порт, Бейнеу, Жезказган, Балхаш-1. Вказаний маршрут є альтернативним шляхом доставки вантажів з Заходу на Схід в обхід території РФ через Україну, Грузію, Азербайджан та Казахстан до Китаю.

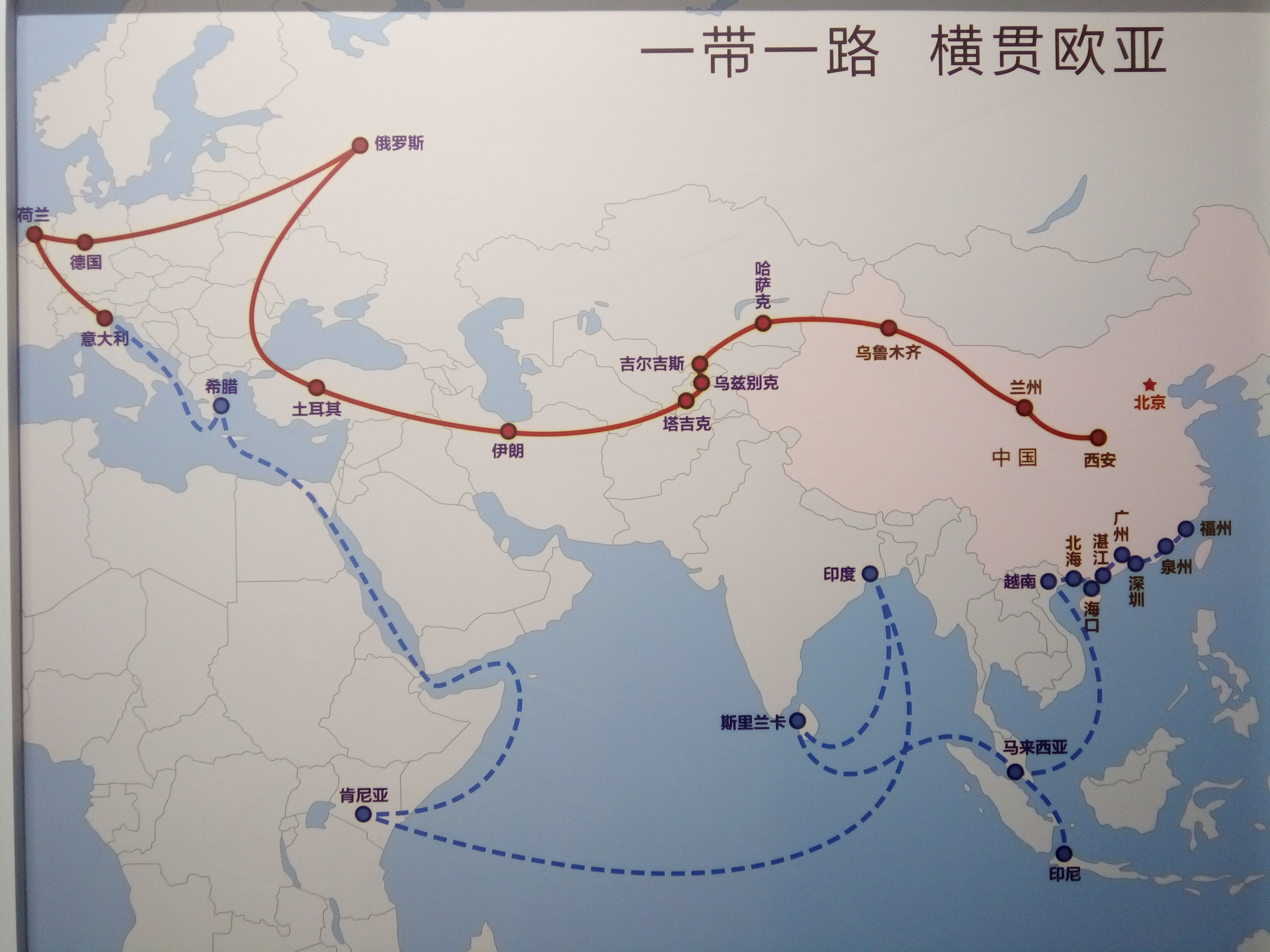
План Шовкового шляху з його морською гілкою

В кінці листопада 2015 року транспортні компанії Китаю, Казахстану, Грузії, Азербайджану і Туреччини підписали в Стамбулі Угоду про створення консорціуму для перевезення вантажів з Китаю до Європи в обхід російської території — Транскаспійський транспортний маршрут. 14 січня до проєкту долучилась Україна.
Починаючи з квітня 2019 став регулярним маршрут Алашанькоу (Китай) — Епер'єшке (Угорщина), що доставив вантаж з Китаю до Угорщини. З січня 2020 року поїзди з Китаю в ЄС нарешті почали прямувати транзитом через Україну.
Тим самим Україна стала частиною ще одного маршруту Нового Шовкового шляху. В 2011 відбувалось 17 рейсів поїздів між Китаєм та Європою. В 2020 їхня кількість збільшилась до 10 тис., ріст у 588 раз. В європейські країни поїзди вирушають із 60 міст Китаю.